# フランシスコ・ペゲロ
フランシスコ・ペゲーロ・バエズ（Francisco Peguero Báez、1988年6月1日 - ）は、ドミニカ共和国サン・クリストバル州サン・グレゴリオ・デ・ニグア出身のプロ野球選手（外野手）。
千葉ロッテマリーンズでの登録名は「フランシスコ・ペゲーロ」。

## 来歴
2012年8月25日にサンフランシスコ・ジャイアンツでメジャー初出場。ジャイアンツには2年間在籍、左翼手および右翼手として35試合に出場し、45打数9安打の打率.200、1本塁打、1打点の成績であった。オフにFAとなると、2014年はボルチモア・オリオールズでプレーしたが、メジャー昇格は果たせなかった。
その後はメキシカンリーグで2年を過ごした後、2017年にベースボール・チャレンジ・リーグの富山GRNサンダーバーズに入団した。
富山では、リーグ新記録となるシーズン115安打を放った（それまでの記録は富山に所属した野原祐也の113安打）。打率は.387で、わずか1糸（0.00001）差で井野口祐介（群馬ダイヤモンドペガサス）に及ばず、首位打者を逃したが、指名打者部門でベストナインに選出された。
2018年1月25日、千葉ロッテマリーンズの石垣キャンプにテスト生として参加することが発表される。2月16日、年俸640万円でロッテと契約し、入団することが発表された。しかし2018年6月29日、｢チームの力になれない｣と退団を申し出て受理されたことが発表され、7月6日にウェーバー公示された。
退団発表と同日、来日前に所属したメキシカンリーグのモンクローバ・スティーラーズと契約して復帰。ウィンターリーグのリーガ・メヒカーナ・デル・パシフィコでは、ナランヘロス・デ・エルモシージョに加入、インタビューで「また日本に行きたい」と発言したと報じられている。

## 詳細情報

### 年度別打撃成績
| 年 度    | 球 団    | 試 合 | 打 席 | 打 数 | 得 点 | 安 打 | 二 塁 打 | 三 塁 打 | 本 塁 打 | 塁 打 | 打 点 | 盗 塁 | 盗 塁 死 | 犠 打 | 犠 飛 | 四 球 | 敬 遠 | 死 球 | 三 振 | 併 殺 打 | 打 率 | 出 塁 率 | 長 打 率 | O P S |
| -------- | -------- | ----- | ----- | ----- | ----- | ----- | -------- | -------- | -------- | ----- | ----- | ----- | -------- | ----- | ----- | ----- | ----- | ----- | ----- | -------- | ----- | -------- | -------- | ----- |
| 2012     | SF       | 17    | 16    | 16    | 6     | 3     | 0        | 0        | 0        | 3     | 0     | 3     | 0        | 0     | 0     | 0     | 0     | 0     | 7     | 0        | .188  | .188     | .188     | .375  |
| 2013     | SF       | 18    | 30    | 29    | 4     | 6     | 1        | 0        | 1        | 10    | 1     | 2     | 0        | 0     | 0     | 1     | 0     | 0     | 2     | 2        | .207  | .233     | .345     | .578  |
| MLB：2年 | MLB：2年 | 35    | 46    | 45    | 10    | 9     | 1        | 0        | 1        | 13    | 1     | 5     | 0        | 0     | 0     | 1     | 0     | 0     | 9     | 2        | .200  | .217     | .289     | .506  |

- 2018年度シーズン終了時

### 年度別守備成績
| 年 度 | 球 団 | 左翼（LF） | 左翼（LF） | 左翼（LF） | 左翼（LF） | 左翼（LF） | 左翼（LF） | 右翼（RF） | 右翼（RF） | 右翼（RF） | 右翼（RF） | 右翼（RF） | 右翼（RF） |
| 年 度 | 球 団 | 試 合      | 刺 殺      | 補 殺      | 失 策      | 併 殺      | 守 備 率   | 試 合      | 刺 殺      | 補 殺      | 失 策      | 併 殺      | 守 備 率   |
| ----- | ----- | ---------- | ---------- | ---------- | ---------- | ---------- | ---------- | ---------- | ---------- | ---------- | ---------- | ---------- | ---------- |
| 2012  | SF    | 8          | 7          | 0          | 0          | 0          | 1.000      | 2          | 7          | 1          | 0          | 0          | 1.000      |
| 2013  | SF    | 13         | 15         | 0          | 0          | 0          | 1.000      | 2          | 0          | 0          | 0          | 0          | ----       |
| MLB   | MLB   | 21         | 22         | 0          | 0          | 0          | 1.000      | 4          | 7          | 1          | 0          | 0          | 1.000      |

- 2018年度シーズン終了時

### 背番号
- 57 （2012年）
- 14 （2013年）
- 23 （2017年）
- 65 （2018年 - 2018年7月6日）
- 19  （2018年7月7日 - ）

### 登録名
- フランシスコ・ペゲロ （2017年）
- フランシスコ・ペゲーロ （2018年 - 2018年7月6日）